# Manuel Rosenthal
Manuel Rosenthal (París, 14 de juny, 1904 - Idem. 13 de juny, 2003) va ser un compositor, director d'orquestra i resistent francès.

## Biografia
Infant jueu nascut de mare russa i pare francès, molt talentós en la música, la seva mare li va regalar un violí als sis anys. Quan el seu pare va morir, tenia catorze anys i, per mantenir la seva família, va tocar en orquestres de cinema.
Va ser admès al Conservatori de París (1918-1924) on va ser alumne del violinista Jules Boucherit i va realitzar estudis de contrapunt i fuga amb Jean Huré. L'any 1922 va compondre la seva primera obra, la Sonatina per a dos violins i piano, estrenada l'any 1923 durant el concert 100 de la "Independent Musical Society".
Admirador de Maurice Ravel, el va conèixer l'any 1925 (aquesta trobada seria decisiva per a la resta de la seva carrera com a compositor) i n'esdevingué un dels seus rars estudiants. Va fer la composició amb ell i va aportar amb els seus testimonis diverses biografies de l'autor de Boléro. El 1928 va guanyar el premi Blumenthal i va dirigir el seu primer concert amb l'"Orquestra Pasdeloup".
El 1930, va crear una obra de teatre raveliana en un sol acte, Rayon des silkies, a l'Opéra-Comique, per encàrrec de les Galeries Lafayette. La seva primera peça lírica, The Bootlegger (1933), va ser un fracàs. Aviat li va seguir una pochade, La Poule noire, que, gràcies a Maurice Yvain, es va crear al Théâtre des Champs-Elysées amb motiu de l'Exposició Internacional de 1937.
L'any 1934, el director Désiré Inghelbrecht el va convertir en el seu assistent durant la creació de l'orquestra nacional de difusió de la ràdio francesa. Pagat com a quart percussionista, queda lluny de dirigir. Rosenthal va dimitir i va ocupar una feina d'oficina a Radio Paris-PTT.
L'any 1936, Georges Mandel, ministre de Correus, Telègrafs i Telèfons, li va encarregar de programar tres nits de música retransmesa (música simfònica francesa, òpera francesa, music hall) que ofereix la NBC per Nadal i Cap d'Any, poc després se li va encarregar la direcció d'una nova formació, l'orquestra Paris-PTT, amb la qual es va consolidar afavorint sobretot la música contemporània. El 1937, el Consell Superior de la Radiodifusió va nomenar Rosenthal diputat de "Désiré InghelBrecht" amb responsabilitats reforçades.
Enrolat en un regiment d'infanteria a Alsàcia, va ser fet presoner el maig de 1940. Alliberat pels alemanys l'any següent durant un intercanvi de presoners, va creuar a la zona lliure i es va unir a la Resistència.
De 1944 a 1947, va ser director permanent i director musical de l'"Orchestre national de la Radiodiffusion française". Les creacions, estrenes franceses o estrenes mundials, se succeeixen: Bartók, Stravinsky, Prokofiev, Britten, Richard Strauss, Henry Barraud, Jean Françaix, Milhaud, Rivier, Mihalovici, Maurice Jaubert, Ibert, Daniel-Lesur... Però el públic i els músics es van cansar dels seus programes innovadors i va preferir atendre la trucada dels Estats Units.

## Carrera als Estats Units
Va dimitir el 1947 i va exercir de 1948 a 1951 com a director permanent de l'Orquestra Simfònica de Seattle. Paral·lelament, va iniciar una brillant carrera internacional com a director d'orquestra marcada per nombroses gires a les sales de concerts més reconegudes. El seu repertori dona un lloc privilegiat a Stravinsky, Bartok, Schönberg, Milhaud, Richard Strauss, Poulenc, Ravel, Debussy. Més inconformista que realment modern, fa el vincle entre el repertori clàssic i la música contemporània.
De 1951 a 1962, va dividir el seu temps entre la composició i una carrera com a director convidat, sobretot amb orquestres de ràdio. De 1962 a 1974, va ser professor de direcció al Conservatori de París.
La seva música, propera al neoclassicisme, brilla per la seva habilitat d'escriptura, la brillantor i el refinament de la seva orquestració. Segons el seu alumne i ajudant Jean-Luc Tinguaud, Rosenthal tenia "un coneixement real de l'orquestra. Va conduir sense vareta i va insistir en el paper de les mans. Estava molt interessat en allò que ell anomenava imposició de mans. Tenia un contacte incomparable amb les orquestres, fossin com fossin (...) No era un fetitxista del so francès, però coneixia tots els secrets d'aquesta música i sabia com fer-la sonar".
De 1964 a 1967, va ser director permanent i director de l'Orquestra Filharmònica de Lieja. A una edat avançada, va continuar dirigint arreu del món, especialment als Estats Units: després de començar l'any 1977 a la New York City Opera, va començar el febrer de 1981 a la Metropolitan Opera de Nova York on va fer 76 concerts des de 1981 fins a 1988. Va tornar triomfant a Seattle el 1986 per dirigir la Tetralogia de Wagner i va donar Pelléas et Mélisande a Moscou el 1987.
Va estar premiat nombroses vegades i fou nomenat Comandant de la Legió d'Honor. Membre fundador de la "Fundació Maurice Ravel" el 1947-1949, va succeir a Marcel Landowski com a president el 1990, càrrec que va ocupar fins a la seva mort.
Va morir a París el 6 de juny de 2003, pocs dies abans del seu 99è aniversari, mentre escrivia els seus records titulats Música adorable. La seva segona dona, Claudine Verneuil, va morir el novembre de 2016.

## Obres
| - El naufragi. - Cançons de Mr. Blue - 1923. Sonatina per a dos violins - 1923. Tres petites "músiques" per a piano a dues mans - 1923-1926. Raió de sedes, òpera bufa - 1927. Serenata per a orquestra - 1928-1929. Un petó per no res (ballet) - 1934-1936. Joana d'Arc (orquestra) - 1937-1937. La gallina negra, deliciosa i subtil comèdia cantada - 1936-1939. Sant Francesc d'Assís - 1938. Gaîté Parisienne (ballet) - 1941. Música de taula (orquestra) - 1942. Els vespres de Petit Juas (quartet de corda) - 1943-1944. Cantata pel Pessebre | - 1947. Simfonia de} Nadal - 1947-1948. Aesopi Convinium (violins, piano, orquestra) - 1948. Manhattan màgic - 1948. Que s'ho prengui el diable (ballet) - 1949. Simfonia - 1952-1953. Un cor de Vaillant - 1953. Missa de Gratias - 1953. Offenbachiana - 1955. Rondes franceses - 1956. Dones a la tomba (drama líric) - 1957-1961. Hop, senyor! (drama líric) - 1970. Aeolus (quintet de vent i corda) - 1972. 2 Estudis en monocrom |

## Gaîté parisienne
L'obra més famosa de Rosenthal és sens dubte el seu ballet Gaîté parisienne (1938). Està format per arranjaments de peces, sovint populars, de Jacques Offenbach (1819-1880). Aquestes peces estan extretes essencialment de les diferents òpera bufes o operetes d'aquest últim. Aquí teniu els diferents moviments de Gaîté parisienne seguit de l'obra d'Offenbach de la qual estan extretes.
| - Ouverture (d'acord amb La Vie parisienne) - 1. Allegro brillante (d'acord amb Mesdames de la Halle, 1858) - 2. Polka (d'acord amb Le Voyage dans la Lune) - 3. Poco allegro- A tempo de ländler (d'acord amb Lischen et Fritzchen) - 4. Mazurka (d'acord amb Vert-Vert) - 5. Valse (d'après La Vie parisienne) - 6. Allegro (d'acord amb La Vie parisienne) - 7. Polka (d'acord amb La Belle Hélène) - 8. Valse lente (d'acord amb Orphée aux Enfers) - 9. Tempo di marcia (d'acord amb Tromb-al-ca-zar) - 10. Valse moderato (d'acord amb La Belle Hélène) - 11. Vivo (d'acord amb La Vie parisienne) | - 12. Valse (d'acord amb Les Contes d'Hoffmann) - 13. Allegro molto (d'acord amb Le Voyage dans la Lune) - 14. Valse (d'acord amb La Périchole) - 15. Allegro (Manuel Rosenthal) - 16. Cancan (d'acord amb Orphée aux Enfers et Robinson Crusoé) - 17. Quadrille (Orphée aux Enfers) - 18. Allegro (Orphée aux Enfers) - 19. Allegro moderato - 20. Allegro (Orphée aux Enfers) - 21. Allegro (Orphée aux Enfers) - 22. Vivo (Orphée aux Enfers) - 23. Barcarolle (d'acord amb Les Contes d'Hoffmann et Les Fées du Rhin) |

## Filmografia
Cinema

- 1931 : La Petite Marchande d'allumettes[5] de Jean Renoir i Jean Tedesco (curt metratge)
- 1931 : Idylle à la plage d'Henri Storck (curt metratge)
- 1938 : Hercule d'Alexander Esway
- 1938 : Éducation de prince d'Alexander Esway
- 1939 : Raphaël le tatoué de Christian-Jaque
- 1946 : Paris en Technicolor de Jean-Claude Bernard (curt metratge)
- 1947 : Le Bataillon du ciel d'Alexander Esway
- 1947 : Vol à voile d'André Gillet (curt metratge)

Televisió

- 1963 : La Poule noire de Jean Vernier (telefilm)
- 1988 : Les Français vus par de Luigi Comencini, Jean-Luc Godard, Werner Herzog, David Lynch i Andrzej Wajda (mini-sèrie televisiva, 2 episodis)

## Premis
- 1976: Premi Florence Gould de composició musical de l'Acadèmia de Belles Arts
- 1981: Premi Maurice Ravel de la Fundació Maurice Ravel